# Bootanomyia onuri
Bootanomyia onuri is een vliesvleugelig insect uit de familie van de Torymidae. De wetenschappelijke naam is voor het eerst geldig gepubliceerd in 2011 door Miktat Doganlar.